# Lucena CF
Lucena Club de Fútbol byl španělský fotbalový klub sídlící v andaluském městě Lucena. Založen byl v roce 1968 pod názvem Atlético Lucentino Industrial CF, zanikl v roce 2016.
Své domácí zápasy odehrával na stadionu Ciudad Deportiva s kapacitou 6 000 diváků.

## Historické názvy
- 1968 – Atlético Lucentino Industrial CF (Atlético Lucentino Industrial Club de Fútbol)
- 2006 – Lucena CF (Lucena Club de Fútbol)
- 2016 – zánik

## Umístění v jednotlivých sezonách
Legenda: Z - zápasy, V - výhry, R - remízy, P - porážky, VG - vstřelené góly, OG - obdržené góly, +/- - rozdíl skóre, B - body, červené podbarvení - sestup, zelené podbarvení - postup, světle fialové podbarvení - přesun do jiné soutěže
| Španělsko (1983 – 2016) |                             |        |                                                             |                                                             |                                                             |                                                             |                                                             |                                                             |                                                             |                                                             |        |
| Sezóny                  | Liga                        | Úroveň | Z                                                           | V                                                           | R                                                           | P                                                           | VG                                                          | OG                                                          | +/-                                                         | B                                                           | Pozice |
| 1983/84                 | Tercera División – sk. X    | 4      | 38                                                          | 2                                                           | 15                                                          | 21                                                          | 33                                                          | 83                                                          | -50                                                         | 19                                                          | 19.    |
| ...                     |                             |        |                                                             |                                                             |                                                             |                                                             |                                                             |                                                             |                                                             |                                                             |        |
| 1990/91                 | Tercera División – sk. X    | 4      | 38                                                          | 10                                                          | 12                                                          | 16                                                          | 39                                                          | 52                                                          | -13                                                         | 32                                                          | 14.    |
| 1991/92                 | Tercera División – sk. X    | 4      | 38                                                          | 10                                                          | 13                                                          | 15                                                          | 42                                                          | 55                                                          | -13                                                         | 33                                                          | 14.    |
| 1992/93                 | Tercera División – sk. X    | 4      | ...                                                         | ...                                                         | ...                                                         | ...                                                         | ...                                                         | ...                                                         | ...                                                         | ...                                                         | 9.     |
| 1993/94                 | Tercera División – sk. X    | 4      | ...                                                         | ...                                                         | ...                                                         | ...                                                         | ...                                                         | ...                                                         | ...                                                         | ...                                                         | 16.    |
| 1994/95                 | Tercera División – sk. X    | 4      | ...                                                         | ...                                                         | ...                                                         | ...                                                         | ...                                                         | ...                                                         | ...                                                         | ...                                                         | 18.    |
| ...                     |                             |        |                                                             |                                                             |                                                             |                                                             |                                                             |                                                             |                                                             |                                                             |        |
| 1996/97                 | Tercera División – sk. X    | 4      | ...                                                         | ...                                                         | ...                                                         | ...                                                         | ...                                                         | ...                                                         | ...                                                         | ...                                                         | 17.    |
| 1997/98                 | Tercera División – sk. X    | 4      | ...                                                         | ...                                                         | ...                                                         | ...                                                         | ...                                                         | ...                                                         | ...                                                         | ...                                                         | 5.     |
| 1998/99                 | Tercera División – sk. X    | 4      | ...                                                         | ...                                                         | ...                                                         | ...                                                         | ...                                                         | ...                                                         | ...                                                         | ...                                                         | 5.     |
| 1999/00                 | Tercera División – sk. X    | 4      | 38                                                          | 13                                                          | 16                                                          | 9                                                           | 45                                                          | 36                                                          | +9                                                          | 55                                                          | 9.     |
| 2000/01                 | Tercera División – sk. X    | 4      | 38                                                          | 18                                                          | 9                                                           | 11                                                          | 66                                                          | 50                                                          | +16                                                         | 63                                                          | 3.     |
| 2001/02                 | Tercera División – sk. X    | 4      | 38                                                          | 18                                                          | 10                                                          | 10                                                          | 57                                                          | 39                                                          | +18                                                         | 64                                                          | 5.     |
| 2002/03                 | Tercera División – sk. X    | 4      | 42                                                          | 21                                                          | 12                                                          | 9                                                           | 65                                                          | 48                                                          | +17                                                         | 75                                                          | 3.     |
| 2003/04                 | Tercera División – sk. X    | 4      | 38                                                          | 12                                                          | 14                                                          | 12                                                          | 41                                                          | 55                                                          | -14                                                         | 50                                                          | 11.    |
| 2004/05                 | Tercera División – sk. X    | 4      | 40                                                          | 14                                                          | 10                                                          | 16                                                          | 46                                                          | 43                                                          | +3                                                          | 52                                                          | 9.     |
| 2005/06                 | Tercera División – sk. X    | 4      | 38                                                          | 15                                                          | 9                                                           | 14                                                          | 42                                                          | 43                                                          | -1                                                          | 43                                                          | 9.     |
| 2006/07                 | Tercera División – sk. X    | 4      | 38                                                          | 19                                                          | 11                                                          | 8                                                           | 51                                                          | 30                                                          | +21                                                         | 68                                                          | 3.     |
| 2007/08                 | Segunda División B – sk. IV | 3      | 38                                                          | 13                                                          | 13                                                          | 12                                                          | 40                                                          | 34                                                          | +6                                                          | 52                                                          | 10.    |
| 2008/09                 | Segunda División B – sk. IV | 3      | 38                                                          | 10                                                          | 10                                                          | 18                                                          | 47                                                          | 62                                                          | -15                                                         | 40                                                          | 15.    |
| 2009/10                 | Segunda División B – sk. IV | 3      | 38                                                          | 14                                                          | 13                                                          | 11                                                          | 58                                                          | 39                                                          | +19                                                         | 55                                                          | 6.     |
| 2010/11                 | Segunda División B – sk. IV | 3      | 38                                                          | 14                                                          | 10                                                          | 14                                                          | 42                                                          | 40                                                          | +2                                                          | 52                                                          | 10.    |
| 2011/12                 | Segunda División B – sk. IV | 3      | 38                                                          | 21                                                          | 9                                                           | 8                                                           | 53                                                          | 30                                                          | +23                                                         | 72                                                          | 3.     |
| 2012/13                 | Segunda División B – sk. IV | 3      | 38                                                          | 16                                                          | 11                                                          | 11                                                          | 47                                                          | 38                                                          | +9                                                          | 59                                                          | 4.     |
| 2013/14                 | Segunda División B – sk. IV | 3      | 38                                                          | 15                                                          | 10                                                          | 13                                                          | 42                                                          | 45                                                          | -3                                                          | 55                                                          | 9.     |
| 2014/15                 | Segunda División B – sk. IV | 3      | 38                                                          | 10                                                          | 9                                                           | 19                                                          | 32                                                          | 64                                                          | -32                                                         | 39                                                          | 20.    |
| 2015/16                 | Tercera División – sk. X    | 4      | Klub se odhlásil v průběhu sezóny, výsledky byly anulovány. | Klub se odhlásil v průběhu sezóny, výsledky byly anulovány. | Klub se odhlásil v průběhu sezóny, výsledky byly anulovány. | Klub se odhlásil v průběhu sezóny, výsledky byly anulovány. | Klub se odhlásil v průběhu sezóny, výsledky byly anulovány. | Klub se odhlásil v průběhu sezóny, výsledky byly anulovány. | Klub se odhlásil v průběhu sezóny, výsledky byly anulovány. | Klub se odhlásil v průběhu sezóny, výsledky byly anulovány. | 21.    |